# Maszewo

Stema oraşului

Maszewo este un oraș în Polonia.